# Gesù Buon Pastore alla Montagnola
Gesù Buon Pastore ist eine römisch-katholische Titeldiakonie und Pfarrkirche im römischen Quartier Ardeatino.

## Geschichte
Mit einem Dekret von Kardinalvikar Francesco Marchetti Selvaggiani wurde die Pfarrei am 6. Februar 1937 gegründet.
Die Krypta wurde bereits 1950 gebaut. Danach wurde erst 1957, als die Finanzierung gesichert war, darüber der Kirchenraum gebaut. Die Kirchweihe fand durch den römischen Weihbischof Luigi Traglia am 18. März 1959 statt.
Die Kirche wurde am 10. März 1963 von Papst Johannes XXIII. und am 12. Dezember von Papst Johannes Paul II. besucht.
Am 3. Mai 1985 wurde sie zur Titeldiakonie erhoben.

## Kardinaldiakon
Die bisherigen Titelträger waren:
- Jozef Tomko, slowakischer Kurienkardinal, 25. Mai 1985 – 29. Januar 1996 Ernennung zum Kardinalpriester von Santa Sabina
- James Francis Stafford, US-amerikanischer Kurienkardinal, 21. Februar 1998 – 1. März 2008 Ernennung zum Kardinalpriester von San Pietro in Montorio
- Velasio De Paolis CS, italienischer Kurienkardinal, 20. November 2010 – 9. September 2017
- Lazarus You Heung-sik, südkoreanischer Kurienkardinal, seit 27. August 2022